# 神谷りの
神谷 りの（かみや りの、1984年1月13日 - ）は、日本の元AV女優。
趣味、特技：ゲーム、ピアノ。

## 略歴
2005年にMOODYZ専属女優としてAVデビュー。元GTレースクイーン・現役アイドルユニットB-NASのメインボーカルを売りにしていた。
2009年8月をもってAVを引退。

## 作品

### イメージビデオ
2005年
- 女神降臨（12月22日、イーネットフロンティア）

2008年
- 美脚お嬢様のカラータイツ（4月11日、心交社）
- 感じる脚と尻（10月17日、心交社）

### アダルトビデオ
2005年
- 新星（11月1日、MOODYZ）※AVデビュー作
- SEX革命Vol.3（12月1日、MOODYZ）

2006年
- スタイリッシュモデルVol.2（1月1日、MOODYZ）
- ドリームウーマンVol.58（2月1日、MOODYZ）
- ハイパーデジタルモザイクVol.19（3月1日、MOODYZ）
- Sex On The Beach 10（4月13日、MOODYZ）
- ドリーム学園10（5月1日、MOODYZ）共演:紅音ほたる、nao.、星月まゆら、長谷川ちひろ、杉浦美由、常夏みかん、瞳れん ※AV OPEN 2006エントリー作品
- ゴックンランド（6月1日、MOODYZ）
- 公然輪姦〜レースクイーン〜（7月1日、MOODYZ）
- 拷問島（8月1日、MOODYZ）共演:小日向優、矢口あかり
- ドリーム学園10 6時間1980円 完全版（9月1日、MOODYZ）共演:紅音ほたる、nao.、星月まゆら、長谷川ちひろ、杉浦美由、常夏みかん、瞳れん
- 無限中出し(10月1日、MOODYZ)
- パイパンハイパーデジタルモザイク(11月1日、MOODYZ)

2007年
- 黒人中出し21連発 [レースクイーン 神谷りの]（8月13日、カルマ)
- 最高のマンコ&アナル中出し浣腸SEX（9月25日、OPERA［オペラ］)
- アナルとマンコにぶっかけ大量中出し（11月19日、エムズビデオグループ）

2008年
- 美脚お嬢様のカラータイツ（4月11日、心交社）
- 浣腸麻薬 VOL.2（4月17日、ナチュラルハイ)
- SODハーレム学園 THE SUPER HARD 潮吹き&失禁&痴女&レズ&中出し&大乱交SPECIAL（5月22日、SODクリエイト）共演:乃亜、桃咲まなみ、赤西涼、風間ゆみ
- ルームサービス（6月13日、アップス）
- 奴隷の住む家（7月7日、アタッカーズ）共演:純名もも
- 爆乳パイパン濃厚サドマゾ同性愛（7月19日、クロス)共演:浜崎りお
- 無許可生中出し 号泣脱水アクメ（9月20日、スターパラダイス)
- 生中出し新入女子社員 2（11月21日、メディアステーション）他出演:香坂美優、東条カレン、七咲楓花、桜井真央
- 近親レズ 4 義母を犯す娘（11月19日、スタイルアート）共演:林なお
- ボンテージ×恥辱×ふたなり 2（11月25日、未来 フューチャー）共演:涼宮ラム
- ブーツのお姉さんに犯られたい!2（11月25日、ジャネス）共演上原まみ
- 神技!!天狗亜苦滅（テングアクメ） 第二章（12月2日、MAD）
- フェラ!!大好き!? ナンパギャル編（12月13日 隼エージェンシー）他出演:青木菜摘、姫川みなみ、涼宮ラム
- ボンテージリミテッド 痴女られる女 2（12月25日、未来 フューチャー）共演:上原まみ

2009年
- 新奴隷島外伝（1月7日、アタッカーズ）共演:姫咲りりあ、夢見ほのか、相沢桃、上原美菜、工藤はな
- スーパーレッグス 美脚レズ 5（1月19日、スタイルアート）共演:涼宮ラム
- レイプ（1月19日、ミスター・インパクト）
- 谷本式マッサージサロン（1月22日 アキノリ）他出演:桜庭彩、桜井エミリ、菅原とも
- 淫女と熟女に犯された僕（2月5日、ジャネス）共演:林なお
- 生生中出しコギャル4時間 6（2月20日、メディアステーション）他出演:桜井真央、有希ちな、桃咲たえ、市川よしの、石川みずき
- フェラマニア Vol.5（2月19日、ミスター・インパクト）他多数出演
- 美脚網タイツ（3月5日、フリーダム）共演:佐伯奈々、姫宮ラム、桜井エミリ
- OLの黒ストッキング（3月5日、フリーダム）共演:佐伯奈々、姫宮ラム、桜井エミリ
- こだわりの手コキ 4時間SP 11 33人のハンドメイド（3月15日 隼エージェンシー）他32名出演
- スーパーヒロイン搾乳凌辱　銀河捜査官ジャスパー(3月27日、ギガ)
- 手コキ48手（4月4日、アキノリ）他出演:佐伯奈々、姫宮ラム、鷹宮りょう、大塚咲
- 美少女の足裏 11（4月5日、フリーダム）他出演:中川茅乃、川村レナ、白浜ゆり、平瀬ゆり、早崎れおん、矢沢リン、青山花梨、村上里沙、鈴木杏里
- フェラコレ2009春SP　30人のフェラジェンヌ（4月15日 隼エージェンシー）他29名出演
- 人妻を脅して騙して犯す!SP 第2章（4月17日、Nadeshiko）共演:花宮あみ
- 本番高級デリヘル嬢 Vol.9 神谷りの（4月22日、サムシング)
- ヒロインバトル　賞金レスラー　スーパーウィンディ（4月24日、ギガ）
- 派遣社員の裏業務 東野愛鈴、神谷りの（5月18日、レアル・ワークス）
- ヒロインプライド崩壊 忍者ウォーズ　忍姫レイラ編（5月22日、ギガ）共演:桜田さくら
- 美脚×ローライズ短パン×露出デート 神谷りの（6月13日、マルクス兄弟)
- MOODYZファン感謝祭 バコバコバスツアー2009 S級AVギャルのハメまくり大乱交!!（8月1日、MOODYZ）共演:小澤マリア、水城奈緒、星優乃、赤西涼、鈴香音色、成瀬心美、桃咲まなみ、桜井エミリ、二宮せりな、篠原奈美、星島ちさ、西村アキホ、風吹かのん、緋村由衣、宝生優果
- PLAY GIRL 08 神谷りの、流ダイヤ（8月17日、レアル・ワークス）
- ヒロイン討伐Vol.45（9月11日、ギガ）
- Sanctuary -Rino Kamiya-（9月11日、デジタルアーク）
- MOODYZファン感謝祭 裏バコバコバスツアー2009 本編未収録! 深夜のペニス吸引祭り!!（10月1日、MOODYZ）共演:小澤マリア、水城奈緒、星優乃、赤西涼、鈴香音色、成瀬心美、桃咲まなみ、桜井エミリ、二宮せりな、篠原奈美、星島ちさ、西村アキホ、風吹かのん、緋村由衣、宝生優果
- 禁断の未来日記（11月6日、アウダースジャパン）共演:亜弓つばさ、工藤れいか、美浦詩音
- DOKIレズ 40（11月6日、アウダースジャパン）共演:亜弓つばさ、工藤れいか、美浦詩音
- ソルトシャワー 美熟女のおしっこみせて!（11月19日、ゲロニア）他多数出演

2010年
- 近親相姦 母の（1月1日、エマニエル）
- キスして手コキして抜いてあげる（1月19日、ミスター・インパクト）他多数出演
- 犯された兄嫁 神谷りの（1月21日、タカラ映像）
- 無許可生中出し号泣脱水アクメ 星アンジェ×神谷りの（4月15日、STAR PARADISE）
- オペラ5周年記念DVD24時間6枚組 （12月25日、オペラ）他多数出演

2011年
- 超人気女優・超ボリューム・超ハード2穴FUCK150作品16時間（1月19日、ROOKIE）他多数出演

### TV番組
- CS専門チャンネル
  - 美女と湯けむり #19＜河口湖温泉郷＞、#20＜石和温泉＞（2007年7月、旅チャンネル）
  - 桃のふくらみ（MONDO TV）